# Boekhandel Broekhuis

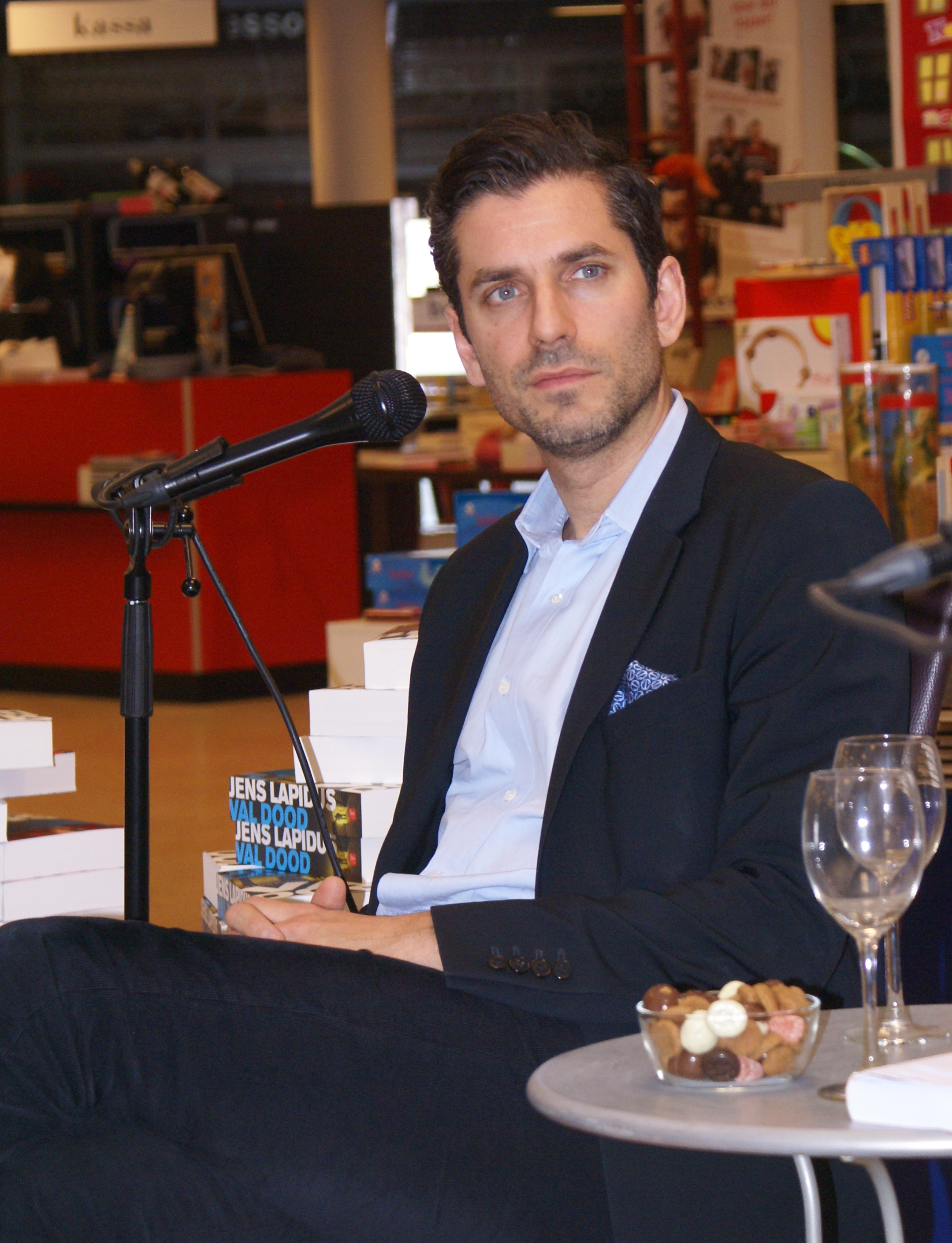
Jens Lapidus treedt op bij Broekhuis

Boekhandel Broekhuis is een boekhandel in Twente in de Nederlandse provincie Overijssel. Het bedrijf werd opgericht in 1868 door Egbert Broekhuis.
Boekhandel Broekhuis verkoopt een breed assortiment boeken en ontplooit regelmatig culturele en literaire activiteiten. Met vijf algemene boekhandels in Enschede, Hengelo, Almelo, Deventer en Apeldoorn speelt Broekhuis een niet onbelangrijke rol in vooral het Twents cultureel leven. In 2015 werd daarnaast boekhandel Heinink in Oldenzaal overgenomen. Bij het 125-jarig jubileum in 1993 heeft de onderneming de koninklijke titel hofleverancier ontvangen. 
In 2008 fuseerde Boekhandel Broekhuis met Studieboekcentrale Emmen, hetgeen in 2012 weer ongedaan werd gemaakt. In september 2009 werd bekend dat Boekhandel Broekhuis ging reorganiseren en dat veertien personeelsleden ontslag was aangezegd. Sinds juni 2009 is Kees Schafrat directeur, sinds 2012 directeur-eigenaar van het bedrijf.
De vijf boekwinkels van Broekhuis zijn in 2010 uitgebreid met een afdeling klassieke muziek. Ook wordt Boekenwijn en andere handelswaar te koop aangeboden. In 2011 werd de collectie van Broekhuis door NRC tot een van de beste van Nederland uitgeroepen.